# Pachycondyla wasmannii
Pachycondyla wasmannii is een mierensoort uit de onderfamilie van de Ponerinae. De wetenschappelijke naam van de soort is voor het eerst geldig gepubliceerd in 1887 door Forel.